# Койзек, Эрик
Э́рик Ко́йзек (словен. Erik Kojzek; родился 2 января 2006) — словенский футболист, нападающий австрийского клуба «Вольфсберг».

## Клубная карьера
Родился в Словень-Градеце, выступал за юношескую команду клуба «Коротан». В 2018 году присоединился к футбольной академии «Вольфсберга». 26 июля 2024 года дебютировал в основном составе «Вольфсберга», выйдя на замену в матче Кубка Австрии против «Драсбурга» и забив два гола. 3 августа 2024 года дебютировал в австрийской Бундеслиге в матче против «Аустрии» (Клагенфурт).

## Карьера в сборной
В 2024 году дебютировал за сборную Словении до 19 лет.